# Венесуела на Чемпіонаті світу з легкої атлетики 2017
Венесуела на Чемпіонаті світу з легкої атлетики 2017, що проходив з 4 по 13 серпня 2017 року в Лондоні (Велика Британія) була представлена 11 спортсменами.

## Медалісти
| Медаль | Спортсмен        | Змагання                   | Дата     |
| ------ | ---------------- | -------------------------- | -------- |
| Золото | Юлімар Рохас     | Потрійний стрибок (жінки)  | 7 серпня |
| Бронза | Робейліс Пейнадо | Стрибки з жердиною (жінки) | 6 серпня |

## Результати

### Чоловіки
Трекові і шосейні дисципліни
| Спортсмен          | Дисципліна           | Забіги    | Забіги | Півфінал  | Півфінал | Фінал           | Фінал           |
| Спортсмен          | Дисципліна           | Результат | Місце  | Результат | Місце    | Результат       | Місце           |
| ------------------ | -------------------- | --------- | ------ | --------- | -------- | --------------- | --------------- |
| Луїс Альберто Орта | Марафон              | Н/Д       | Н/Д    | Н/Д       | Н/Д      | 2:33:42 SB      | 67              |
| Хосе Пенья         | 3000 м з перешкодами | 8:35:17   | 12     | Н/Д       | Н/Д      | Завершив виступ | Завершив виступ |
| Річард Варгас      | Ходьба 20 км         | Н/Д       | Н/Д    | Н/Д       | Н/Д      |                 |                 |

Технічні дисципліни
| Спортсмен | Дисципліна       | Кваліфікація | Кваліфікація | Фінал     | Фінал |
| Спортсмен | Дисципліна       | Результат    | Місце        | Результат | Місце |
| --------- | ---------------- | ------------ | ------------ | --------- | ----- |
| Еуре Янез | Стрибки у висоту |              |              |           |       |

### Жінки
Трекові і шосейні дисципліни
| Спортсмен            | Дисципліна   | Забіги    | Забіги | Півфінал        | Півфінал        | Фінал           | Фінал           |
| Спортсмен            | Дисципліна   | Результат | Місце  | Результат       | Місце           | Результат       | Місце           |
| -------------------- | ------------ | --------- | ------ | --------------- | --------------- | --------------- | --------------- |
| Андреа Пуріка        | 100 м        | 11.43     | 7      | Завершла виступ | Завершла виступ | Завершла виступ | Завершла виступ |
| Недіам Варгас        | 200 м        |           |        |                 |                 |                 |                 |
| Марія Грацція Б'янкі | Марафон      | Н/Д       | Н/Д    | Н/Д             | Н/Д             | 3:04:11         | 77              |
| Йолімар Пінеда       | Марафон      | Н/Д       | Н/Д    | Н/Д             | Н/Д             | DNF             | –               |
| Міланжела Розалес    | Ходьба 20 км | Н/Д       | Н/Д    | Н/Д             | Н/Д             |                 |                 |

Технічні дисципліни
| Спортсмен        | Дисципліна         | Кваліфікація | Кваліфікація | Фінал     | Фінал |
| Спортсмен        | Дисципліна         | Результат    | Місце        | Результат | Місце |
| ---------------- | ------------------ | ------------ | ------------ | --------- | ----- |
| Робейліс Пейнадо | Стрибки з жердиною | 4.55         | 2 q          | 4.65 NR   | 3     |
| Юлімар Рохас     | Потрійний стрибок  | 14.52        | 2 Q          | 14.91     | 1     |